# Phyllodesma japonica
Phyllodesma japonica is een vlinder uit de familie spinners. De wetenschappelijke naam is voor het eerst geldig gepubliceerd in 1889 door Leech.
De soort komt voor in Europa.